# James Aloysius McNulty
James Aloysius McNulty (* 16. Januar 1900 in New York City; † 4. September 1972 in Buffalo) war ein US-amerikanischer römisch-katholischer Geistlicher und Bischof von Buffalo.

## Leben
James Aloysius McNulty empfing am 12. Juli 1925 durch den Bischof von Newark, John Joseph O’Connor, das Sakrament der Priesterweihe.
Am 2. August 1947 ernannte ihn Papst Pius XII. zum Titularbischof von Methone und bestellte ihn zum Weihbischof in Newark. Der Erzbischof von Newark, Thomas Joseph Walsh, spendete ihm am 7. Oktober desselben Jahres die Bischofsweihe; Mitkonsekratoren waren der Bischof von Trenton, William Aloysius Griffin, und der Bischof von Hartford, Henry Joseph O’Brien. Am 9. April 1953 ernannte ihn Papst Pius XII. zum Bischof von Paterson. Papst Johannes XXIII. bestellte ihn am 12. Februar 1963 zum Bischof von Buffalo. 
James Aloysius McNulty nahm an allen vier Sitzungsperioden des Zweiten Vatikanischen Konzils teil.